# Hart’s Location
Hart’s Location – miasto w Stanach Zjednoczonych, w stanie New Hampshire, w hrabstwie Carroll.